# Per Sønstabø
Per Sønstabø (Haugesund, 2 maggio 1941 – Haugesund, 22 gennaio 2024) è stato un calciatore norvegese, di ruolo difensore.

## Carriera

### Club
Sønstabø giocò con la maglia del Vard Haugesund.

### Nazionale
Fece registrare una presenza per la Norvegia: giocò il 26 settembre 1965, nel pareggio per 2-2 contro la Danimarca.